# The Equalizer
The Equalizer är en amerikansk thrillerfilm från 2014 som är regisserad av Antoine Fuqua. Filmen är baserad på TV-serien med samma namn från 1985 som sändes i svensk TV med titeln McCall.
Filmen fick blandade recensioner från kritiker, som berömde den visuella stilen, skådespelarna, soundtracket och actionsekvenser men kritiserade dess våld och handling. Uppföljaren The Equalizer 2, släpptes den 20 juli 2018 med Washington, Wenk och Fuqua.

## Handling
En pensionerad underrättelseofficer, Robert McCall (Denzel Washington), förvandlas till en rättsskipare för de hjälplösa. När han bestämmer sig för att hjälpa den unga prostituerade kvinnan Teri (Chloë Moretz), får han uppmärksamhet från den ryska maffian, och i synnerhet från den brutale Teddy (Marton Csokas).

## Karaktärer
- Denzel Washington - Robert McCall
- Marton Csokas - Nikolaj Itjenko/Teddy Rensen
- Chloë Grace Moretz - Alina/Teri
- David Harbour - Frank Masters
- Haley Bennett  - Mandy
- Bill Pullman - Brian Plummer
- Melissa Leo - Susan Plummer
- David Meunier - Slavi
- Johnny Skourtis - Ralph "Ralphie"
- Alex Veadov - Tevi
- Vladmir Kulish - Vladimir Pusjkin
- E. Roger Mitchell - Utredningsledare
- Robert Wahlberg - Detektiv Harris
- Matt Lasky - Marat
- Allen Maldonado - Marcus

## Produktion
I juni 2010 tillkännagavs att Russell Crowe var ute efter att ta The Equalizer till storskärmen regisserad av Paul Haggis, med Crowe ansluten för att spela Robert McCall.
I december 2011 rapporterades det att Denzel Washington skulle spela i titelrollen för filmversionen, som skulle finansieras av Sony Pictures Entertainment och Escape Artists. Regissören Antoine Fuqua kom ombord för att regissera den 21 mars 2013. Chloë Grace Moretz tillkännagavs som motspelare den 10 maj 2013; Anna Kendrick, Kelly Macdonald och Nina Dobrev övervägdes också i rollen som Alina/Teri.